# Reese (Michigan)
Reese è un villaggio degli Stati Uniti d'America, situato nello Stato del Michigan, diviso tra la contea di Saginaw e la contea di Tuscola.